# Bandyligan 2010/2011
Bandyligan 2010/2011 spelades som dubbelserie, följd av slutspel.

## Grundserien
| Lag                          | Spelade | Vinster | Oavgjorda | Förluster | Målskillnad | Poäng |
| ---------------------------- | ------- | ------- | --------- | --------- | ----------- | ----- |
| Mikkelin Kampparit           | 18      | 13      | 1         | 4         | 117-51      | 27    |
| IFK Helsingfors              | 18      | 12      | 3         | 3         | 94-42       | 27    |
| Porin Narukerä               | 18      | 12      | 3         | 3         | 99-50       | 27    |
| OLS                          | 18      | 11      | 5         | 2         | 88-59       | 27    |
| Porvoon Akilles              | 18      | 9       | 3         | 6         | 85-62       | 21    |
| Jyväskylän Seudun Palloseura | 18      | 6       | 4         | 8         | 64-83       | 16    |
| ToPV                         | 18      | 6       | 1         | 11        | 81-108      | 13    |
| Lappeenrannan Veiterä        | 18      | 4       | 4         | 10        | 86-106      | 12    |
| Botnia-69, Helsingfors       | 18      | 3       | 2         | 13        | 59-116      | 8     |
| Warkauden Pallo -35          | 18      | 0       | 2         | 16        | 55-151      | 2     |

## Kvartsfinaler
| Lag 1                        | Resultat | Lag 2              | Match 1 | Match 2 |
| ---------------------------- | -------- | ------------------ | ------- | ------- |
| ToPV                         | 0–2      | OLS                | 5-7     | 3-7     |
| Porvoon Akilles              | 0–2      | Porin Narukerä     | 2-9     | 4-9     |
| Jyväskylän Seudun Palloseura | 0–2      | Mikkelin Kampparit | 2-4     | 2-6     |
| Lappeenrannan Veiterä        | 0–2      | IFK Helsingfors    | 3-7     | 3-14    |

## Semifinaler
| Lag 1           | Resultat | Lag 2              | Match 1 | Match 2 | Match 3 |
| --------------- | -------- | ------------------ | ------- | ------- | ------- |
| Porin Narukerä  | 0–2      | Mikkelin Kampparit | 2-7     | 4-7     | -       |
| IFK Helsingfors | 2–1      | OLS                | 6-5 rl. | 3-7     | 5-2     |

## Match om tredje pris
| Lag 1 | Resultat | Lag 2          |
| ----- | -------- | -------------- |
| OLS   | 4–5      | Porin Narukerä |

## Final
| Lag 1              | Resultat | Lag 2           |
| ------------------ | -------- | --------------- |
| Mikkelin Kampparit | 2–3 rl.  | IFK Helsingfors |

## Slutställning
| Placering | Lag                |
| --------- | ------------------ |
| 1.        | IFK Helsingfors    |
| 2.        | Mikkelin Kampparit |
| 3.        | Porin Narukerä     |
| 4.        | OLS                |

## Finländska mästarna
HIFK:  	Jani Laakso, Teemu Laitinen, Teijo Laitinen, Juha Laitinen, Tommi Niittylä, Aku Ojanen, Joonas Peuhkuri, Lauri Söderström, Janne Hölttö, Aimo Vainio, Tomi Tasten, Niclas Borenius, Ilari Moisala, Atte Hänninen, Cristoffer Huber, Erik Hörhammer, Casimir Berner, Tomi Niemikorpi, Mika Mutikainen, Janne Hauska, Jarkko Väisänen, Harri Olbert, Teemu Häkkinen, Jari Hyttinen.

## Skytteligan
| Placering | Spelare          | Lag       | Mål |
| --------- | ---------------- | --------- | --- |
| 1.        | Tomi Mustonen    | Narukerä  | 33  |
| 2.        | Antti Laine      | Kampparit | 25  |
| 3.        | Jarmo Mällinen   | OLS       | 23  |
| 3.        | Harri Hiukka     | ToPV      | 23  |
| 3.        | Kimmo Huotelin   | Kampparit | 23  |
| 6.        | Teemu Määttä     | Botnia-69 | 20  |
| 6.        | Mikko Böhm       | JPS       | 20  |
| 8.        | Rasmus Lindqvist | Akilles   | 19  |
| 9.        | Tero Määttälä    | Akilles   | 16  |
| 9.        | Eetu Karhunen    | Narukerä  | 16  |